# William Nathaniel Rogers

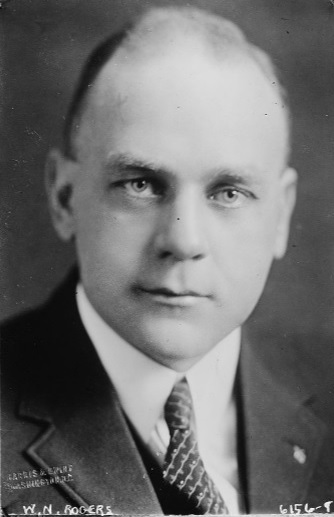
William Nathaniel Rogers

William Nathaniel Rogers (* 10. Januar 1892 in Sanbornville, Carroll County, New Hampshire; † 25. September 1945 in Wolfeboro, New Hampshire) war ein US-amerikanischer Politiker. Zwischen 1923 und 1925 und nochmals von 1932 bis 1937 vertrat er den Bundesstaat New Hampshire im US-Repräsentantenhaus.

## Werdegang
William Rogers besuchte die öffentlichen Schulen in seiner Heimat und die Brewster Free Academy in Wolfeboro. Danach studierte er am Dartmouth College in Hanover. Nach einem anschließenden Jurastudium an der University of Maine und seiner im Jahr 1916 erfolgten Zulassung als Rechtsanwalt begann er in Sanbornville und Rochester in seinem neuen Beruf zu arbeiten. 
Rogers war Mitglied der Demokratischen Partei. In den Jahren 1917, 1919 und 1921 gelang ihm jeweils der Einzug in das Repräsentantenhaus von New Hampshire. 1922 wurde er im ersten Distrikt von New Hampshire in das US-Repräsentantenhaus in Washington, D.C. gewählt, wo er am 4. März 1923 die Nachfolge des Republikaners Sherman Everett Burroughs an. Da er allerdings bereits bei den nächsten Wahlen im Jahr 1924 gegen Fletcher Hale verlor, konnte er bis zum 3. März 1925 nur eine Legislaturperiode im Kongress absolvieren.
In den folgenden Jahren arbeitete Rogers wieder als Rechtsanwalt. Außerdem war er zwischen 1928 und 1945 Diskussionsleiter bei politischen Veranstaltungen in Wakefield. Nach dem Tod von Fletcher Hale wurde Rogers als dessen Nachfolger erneut in den Kongress gewählt. Nach zwei Wiederwahlen in den Jahren 1932 und 1934 konnte er zwischen dem 5. Januar 1932 und dem 3. Januar 1937 im US-Repräsentantenhaus verbleiben. In dieser Zeit wurden viele der New-Deal-Gesetze der Bundesregierung verabschiedet. Außerdem wurden damals der 20. und der 21. Verfassungszusatz ratifiziert.
Im Jahr 1936 verzichtete Rogers auf eine erneute Kandidatur. Stattdessen bewarb er sich erfolglos um einen Sitz im US-Senat: Er unterlag dem Republikaner Styles Bridges. Danach arbeitete er bis 1943 als Rechtsanwalt in Concord. Dann verlegte er seinen Wohnsitz und seine Praxis nach Sanbornville. Rogers starb im September 1945 in Wolfeboro und wurde in Sanbornville beigesetzt.